# M6 (Aserbaidschan)
Die M6 ist eine Fernstraße in Aserbaidschan. Die Straße führt in Ost-West-Richtung von Hacıqabul (ehemals Qazıməmməd) bis zur Grenze nach Armenien bei Zəngilan und ist etwa 290 Kilometer lang. Ein großer Teil der Strecke liegt in der international nicht anerkannten Republik Bergkarabach und ist nicht durchzufahren.

## Geschichte
Die Strecke wurde zu Zeiten der Sowjetunion als A324 bezeichnet. Diese Zahl blieb auch nach der Unabhängigkeit von Aserbaidschan nach dem Jahre 1991 gleich. In den 1990er Jahren wurden aufgrund eines Krieges in der Region Berg-Karabach die meisten Ortschaften entlang dieser Strecke zerstört und sind unbewohnbar geworden. Diese Orte sind nicht wieder aufgebaut worden, da die aserbaidschanische Regierung keine Kontrolle über dieses Gebiet besitzt.